# Huon de Neveling
Huon de Neveling was een Nederlandse stripreeks, geschreven en getekend door Gerrit Stapel uit de Toonder Studio's. Het is een historische strip die speelt in de vroege middeleeuwen ten tijde van de Franken.  

## Publicatie
De strip verscheen gedurende een periode van vier jaar in verschillende kranten waaronder Het Laatste Nieuws, De Standaard, het Eindhovens Dagblad, het Limburgs Dagblad en Nieuwsblad van het Noorden, maar ook in het stripblad Robbedoes. Van de strip verschenen in 1974 en 1975 negen ongekleurde albums bij uitgeverij De Vrijbuiter en in 1980 en 1981 in twee zwart-wit albums bij uitgeverij Oberon. In 1972 kwam een einde aan 'Huon de Neveling' toen Stapel door de Toonder Studio's werd gevraagd om voor De Telegraaf een stripversie van 'Floris van Rozemondt' te maken. Stapel maakte in totaal 25 verhalen van 'Huon de Neveling'.